# Las aventuras de Enrique y Ana
Las aventuras de Enrique y Ana es una película musical infantil española de 1981 dirigida por Tito Fernández y protagonizada por el dúo musical para niños, muy popular en la época, Enrique y Ana.

## Argumento
Enrique (Enrique del Pozo) es profesor de gimnasia y  su hermana Ana (Ana Anguita) es una alumna del mismo colegio. Entonces despiden a Enrique, y Ana se fuga con él al castillo de su abuelo, el profesor Osborne (Luis Escobar). En el camino conocen al grupo musical Coconuts y se hacen amigos de los cinco niños. Juntos ayudaran al profesor Osborne a proteger la mágica piedra Mandarina de las garras de su enemigo, el malvado barón Von Nekruch (Agustín González).